# Armandia melanura
Armandia melanura är en ringmaskart. Armandia melanura ingår i släktet Armandia och familjen Opheliidae.
Artens utbredningsområde är Röda havet. Inga underarter finns listade i Catalogue of Life.